# Tim McKee
Alexander Timothy "Tim" McKee, född 14 mars 1953 i  Ardmore, är en amerikansk före detta simmare.
McKee blev olympisk silvermedaljör på 200 meter medley vid sommarspelen 1972 i München.